# بازار کاشان
بازار کاشان مربوط به دوره صفویه است و در کاشان، راسته بازار بزرگ شهر واقع شده و این اثر در تاریخ ۸ شهریور ۱۳۵۵ با شمارهٔ ثبت ۱۲۸۴ به‌عنوان یکی از آثار ملی ایران به ثبت رسیده است.
بازار کاشان بازاری مسقف است که طول راسته اصلی آن تقریبا سه کیلومتر می‌باشد و آثار تاریخی فراوانی در داخل خود دارد.
تیمچه و سرای بخشی و تیمچهٔ امین‌الدوله در بازار کاشان قرار دارند.